# Австралийско-тонганские отношения
Австралийско-тонганские отношения — двусторонние дипломатические отношения между Тонгой и  Австралией. 
Тонга имеет высшую комиссию в Канберре, а Австралия - высшую комиссию в Нукуалофе.

## История

Ежемесячная стоимость австралийского экспорта товаров в Тонге (млн.долл. США) с 1988 года

В 1999 году министр иностранных дел Австралии Александр Даунер приветствовал приём Тонги в ООН. Министр сказал, что правительство Австралии помогло финансировать офису малых островных государств Содружества в Нью-Йорке, чтобы тихоокеанские государства могли стать более независимыми. 
После вспышки насилия в Тонге в 2006 году правительство Тонги обратилось к австралийскому правительству за помощью австралийских вооружённых сил. После этой просьбы 85 австралийских солдат и полицейских были отправлены в Тонгу при поддержке Новой Зеландии. 
В 2008 году открылась высшая комиссия Тонги в Канберре. Наследный принц ʻАхоʻеиту ʻУнуакиʻотонга Тукуʻахо (ныне король Тупоу VI) стал его первым главой миссии.

## Помощь в целях развития

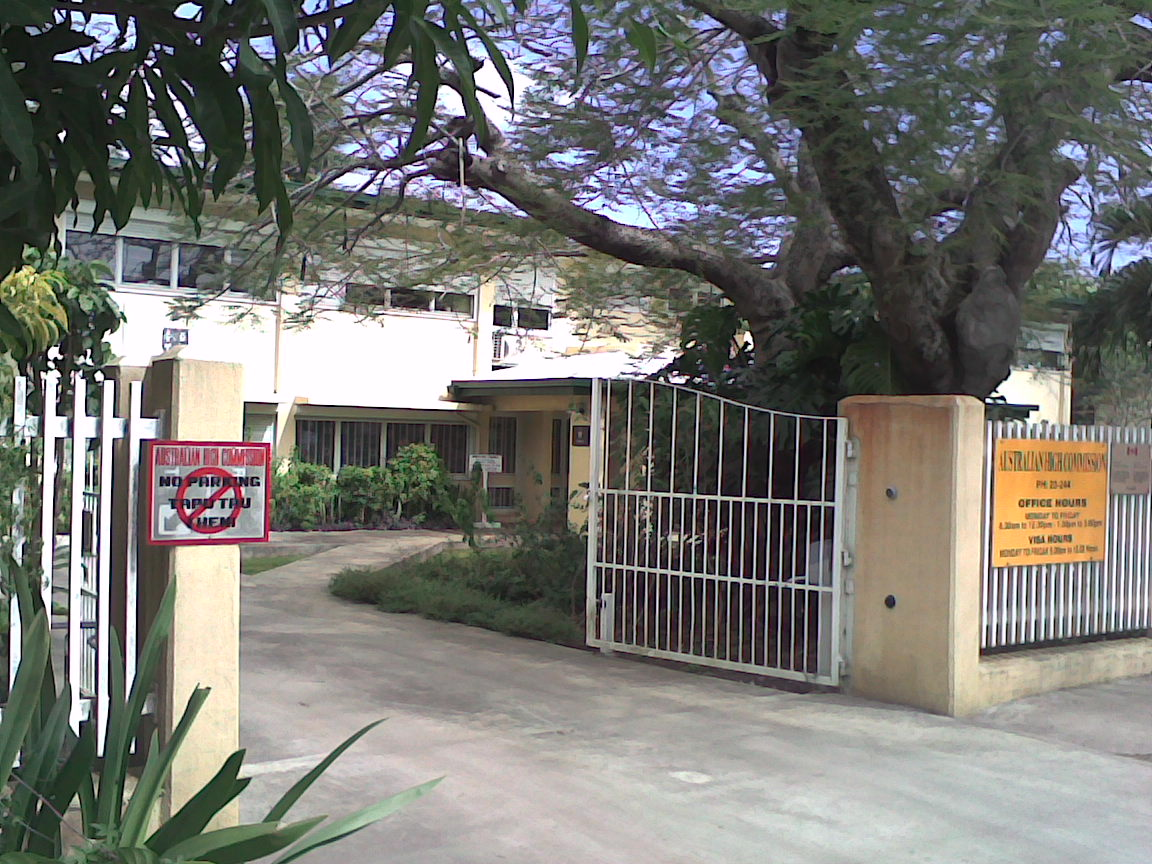
Высшая комиссия Австралии в Нукуалофа

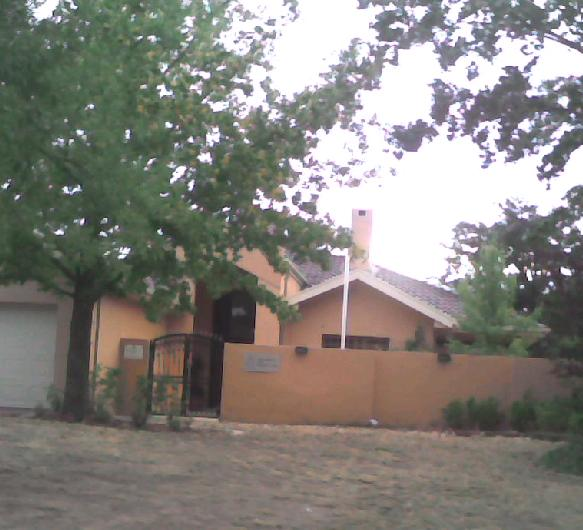
Высшая комиссия Тонги в Канберре

Австралия является крупным помощником Тонга в рамках своей программы австралийского агентства по международному развитию. В 2008-09 годах австралийская помощь составила 13,2 млн австралийских долларов. В 2009 году министр иностранных дел Австралии Стивен Смит заявил, что Тонга является важным партнёром Австралии в Тихоокеанском регионе. Он также добавил: «У нас есть обширные программы помощи в целях развития с обеими странами Самоа и Тонга, и у нас очень сильные связи между людьми. 
В феврале 2009 года в город Робинвейл, штат Виктория, прибыло пятьдесят тонганских сезонных рабочих из пилотной программы федерального правительства, направленной на борьбу с нехваткой навыков в сельском секторе.